# Helina truncata
Helina truncata är en tvåvingeart som beskrevs av Fang och Fan 1986. Helina truncata ingår i släktet Helina och familjen husflugor.
Artens utbredningsområde är Qinghai (Kina). Inga underarter finns listade i Catalogue of Life.